# جامعة براندنبورغ للتكنولوجيا
جامعة براندنبورغ للتكنولوجيا (بالإنجليزية: Brandenburg University of Technology) هي جامعة عامة في ألمانيا، أُسِّسَت عام 1991.

## التاريخ
تأسست الجامعة في عام 1954 كمدرسة للهندسة الإنشائية في جمهورية ألمانيا الديمقراطية السابقة (GDR). بعد إعادة توحيد ألمانيا، أصبحت المدرسة جامعة تقنية، وفيما بعد أُعيدت تسميتها إلى جامعة براندنبورغ التقنية في عام 1994. خلال السنوات التالية، خضعت الجامعة لجهود بناء كبيرة، واستمر عدد الطلاب في النمو. في فبراير 2013، قرر برلمان براندنبورغ دمج جامعة BTU مع Hochschule Lausitz اعتبارًا من 1 يوليو 2013 لتأسيس الجامعة الجديدة باسم جامعة براندنبورغ التقنية كوتبوس-سِنفِنبرغ (BTU). يبلغ عدد طلاب الجامعة اليوم 7,280 طالبًا، منهم 2,190 من الطلاب الدوليين.

## الهيكل التنظيمي
تنقسم الجامعة إلى ست كليات (Fakultäten)، كل منها يركز على مجالات دراسية وبحثية محددة. تُقسم كل كلية إلى معاهد (Institute). الكليات الموجودة هي:
- كلية الرياضيات، علوم الكمبيوتر، الفيزياء، الهندسة الكهربائية وتقنية المعلومات.
- كلية البيئة والعلوم الطبيعية.
- كلية الهندسة الميكانيكية، الأنظمة الكهربائية وأنظمة الطاقة.
- كلية العمل الاجتماعي، الرعاية الصحية والموسيقى.
- كلية الأعمال، القانون والعلوم الاجتماعية.
- كلية الهندسة المعمارية، الهندسة المدنية والتخطيط العمراني.

### المكتبة
افتُتحت المكتبة الجديدة في عام 2004 وتُسمى مركز المعلومات، الاتصالات والإعلام (Informations-, Kommunikations- und Medienzentrum - IKMZ). وقد صُممت من قِبَل المهندسين المعماريين الشهيرين هيرتسوغ ودي مورون.

## الدراسة

### السنة الأكاديمية
مثل معظم الجامعات في ألمانيا، تنقسم السنة الأكاديمية في جامعة BTU إلى فصلين دراسيين. يبدأ العام الأكاديمي رسميًا بالفصل الشتوي (Wintersemester) الذي يستمر من 1 أكتوبر إلى 31 مارس. أما الفصل الصيفي (Sommersemester) فيمتد من 1 أبريل إلى 30 سبتمبر. تستمر الدراسة في كل فصل دراسي لمدة 15 أسبوعًا، يليها فترة امتحانات (Prüfungszeitraum) لا تُعقد خلالها محاضرات عادةً.

### البرامج الدراسية
في الفصل الشتوي للعام الأكاديمي 2022/23، كان حوالي 6,800 طالب وطالبة مسجلين في جامعة BTU كوتبوس-سِنفِنبرغ. تبلغ نسبة الطلاب في التخصصات العلمية والهندسية (STEM) حوالي 65% بشكل مستمر. كما أن 40% من الطلاب يأتون من أكثر من 120 دولة. أما نسبة النساء من إجمالي الطلاب فهي 43%. مع استثناءات قليلة، فإن معظم برامج الدراسة في جامعة BTU مفتوحة القبول، أي بدون شرط المعدل التراكمي (Numerus Clausus - NC). التقديم متاح لجميع البرامج الدراسية في الفصل الشتوي، وبعض برامج الماجستير والبكالوريوس في الفصل الصيفي.

### لغة التدريس
اللغة الألمانية هي لغة التدريس لمعظم البرامج الدراسية. ومع ذلك، يتم تقديم 16 برنامجًا دراسيًا (برنامج بكالوريوس واحد، 11 برنامج ماجستير، 4 برامج دكتوراه) باللغة الإنجليزية:
- الذكاء الاصطناعي (ماجستير)
- التكنولوجيا الحيوية (ماجستير)
- الأمن السيبراني (ماجستير)
- الأنظمة المعرفية والموثوقة (دكتوراه)
- إدارة البيئة والموارد (بكالوريوس/ماجستير/دكتوراه)
- المعلوماتية المائية الأوروبية وإدارة المياه (ماجستير)
- الحفاظ على التراث وإدارة المواقع (ماجستير)
- دراسات التراث (دكتوراه)
- الفيزياء (ماجستير)
- هندسة الطاقة (ماجستير/دكتوراه)
- نقل السوائل والمواد في تطبيقات الطيران والفضاء (ماجستير)
- تصميم المدن – إعادة إحياء المناطق الحضرية التاريخية (ماجستير)
- دراسات التراث العالمي (ماجستير)

### الرسوم الدراسية
يجب على جميع الطلاب، سواء كانوا ألمانًا أو غير ألمان، دفع رسوم تقارب 165 يورو لكل فصل دراسي. كانت هذه الرسوم سابقًا 321.03 يورو وشملت تذكرة نقل للطلاب (Semesterticket) التي أتاحت للطلاب التنقل مجانًا عبر جميع وسائل النقل العام في ولايتي برلين وبراندنبورغ. كما شملت الاستخدام المجاني لقطار Regional Express (RE 18) إلى دريسدن-نوشتات. ومع تقديم تذكرة Deutschlandticket (المعروفة أيضًا باسم تذكرة الـ49 يورو)، لم تعد تذكرة النقل للطلاب متاحة، ويتم الآن تشجيع الطلاب على شراء تذكرة Deutschlandticket الخاصة بهم. بخلاف بعض الولايات الفيدرالية الأخرى في ألمانيا، لا يتم فرض رسوم دراسية إضافية، حيث قرر برلمان ولاية براندنبورغ عدم فرض رسوم دراسية إضافية (Studiengebühr).

### برامج التحضير
برنامج College+ هو برنامج تحضيري يساعد الطلاب المحتملين على اختيار برنامج دراسي يتناسب مع ميولهم وقدراتهم. خلال فصلين دراسيين، يتعرف الطلاب على طبيعة الدراسة الجامعية وتنوع البرامج الدراسية في جامعة BTU كوتبوس-سنفتنبرغ.
تقدم الجامعة برامج للطلاب المحتملين للحصول على مؤهل دخول الجامعات في ولاية براندنبورغ ومؤهلات اللغة، ومنها:
- ESiSt – دخول ناجح إلى التعليم العالي للطلاب الدوليين في براندنبورغ
- Bridge to Studies
- Springboard Uni-German with TestDaF

### الشراكات الدولية
تمتلك الجامعة شبكة عالمية من الجامعات الشريكة، مما يتيح للطلاب المشاركة في برنامج Erasmus الأوروبي أو برامج خارجية مثل STUDEXA أو GE4. الطلاب الذين يرغبون في المشاركة في برنامج تبادل لا يُطلب منهم دفع الرسوم الدراسية للجامعة المستضيفة.

### برامج دراسية بدرجات مزدوجة
تقدم جامعة BTU تسعة برامج دراسية تتيح الحصول على درجات مزدوجة أو درجات مشتركة مع جامعات عالمية.
- الهندسة المعمارية (M.Sc.)
- إدارة البيئة والموارد (M.Sc.)
- هندسة الطاقة (M.Sc.)
- العمل الاجتماعي (B.A.)
- تصميم المدن – إعادة إحياء المناطق الحضرية التاريخية (M.Sc.)
- تقنيات البناء خفيف الوزن ومواد التكنولوجيا (M.Sc.)
- دراسات التراث العالمي (M.A.)

برامج درجات مشتركة مع جامعات شريكة
- الحفاظ على التراث وإدارة المواقع (M.A.)
- المعلوماتية المائية الأوروبية وإدارة المياه (برنامج إيراسموس موندوس) (M.Sc.)
- نقل السوائل والمواد في تطبيقات الطيران والفضاء (M.Sc.)

### الحياة الطلابية
توفر الجامعة العديد من المرافق للأنشطة الطلابية والترفيه، بما في ذلك كافيتيريا، مطعم، ملعب كرة قدم، ومركز مهني.

## إحصائيات
يبلغ عدد طلاب الجامعة 9000 طالب وهم من 89 بلد مختلف، يوجد بها الكثير من التخصصات مثل:
- الرياضيات.
- العلوم الطبيعية.
- الحاسب الآلي.
- الهندسة الصناعية.
- الهندسة الميكانيكية.
- وغيرهم

## البحث العلمي
تُعد جامعة BTU جامعة موجهة نحو البحث، مع تركيزها على كل من البحث الأساسي والتطبيقي. كجامعة تقنية صغيرة في منطقة لوساتيا، تتحمل جامعة BTU مسؤوليتها في العمل كمحرك للابتكار والعولمة في المنطقة، مما يُسهم في التأثير الإيجابي على التغيرات الهيكلية الجارية في لوساتيا. كما أن الجامعة نشطة دوليًا من خلال مجالات تركيزها البحثية، حيث تطبق مناهجها المحلية على المستوى الدولي. وتشمل مجالات البحث ذات الطابع المميز في جامعة كوتبوس-سِنفِنبرغ:
- التغير العالمي وعمليات التحول.
- إصلاح الطاقة وإزالة الكربون.
- علوم الصحة والحياة.
- الذكاء الاصطناعي وأجهزة الاستشعار.

## نقل المعرفة والتكنولوجيا
تضع جامعة BTU نفسها كرائدة في مجال نقل التكنولوجيا والمعرفة الإقليمية من خلال محفظتها البحثية. يتم تنفيذ النقل التكنولوجي المركزي من خلال قسم نقل المعرفة والتكنولوجيا، الذي يقوده نائب رئيس الجامعة. يتألف هذا القسم من ثلاثة أركان رئيسية: مكتب نقل التكنولوجيا، براءات الاختراع/التراخيص، ومركز الوظائف، ويمثل منطقة النقل الأصلية. يُعقد يوم النقل السنوي لعرض النتائج الحالية من جامعة BTU، حيث يلتقي ممثلو قطاعات العلوم والصناعة المختلفة لتبادل الأفكار. كما يُقام أكبر معرض للتخصصات الأكاديمية في ولاية براندنبورغ (campus-x-change) في الحرم الجامعي المركزي للجامعة في كوتبوس، بهدف توفير فرص للتدريب الداخلي، وظائف الطلاب المتدربين، أطروحات التخرج، ووظائف للخريجين. توفر قاعدة بيانات النقل لمحة عامة عن المجالات الدراسية في الجامعة.
طورت جامعة BTU استراتيجية نقل مشتركة مع الجامعة التقنية في ويلداو. الهدف المعلن لكلا الجامعتين هو تعزيز الشبكات مع الصناعة في ولاية براندنبورغ بشكل نشط. وكان مشروع النقل "Innovation Hub 13"، الذي تم تمويله من قبل الوزارة الفيدرالية للتعليم والبحث العلمي (BMBF) للسنوات 2018 إلى 2022 كجزء من مبادرة تمويل الجامعة المبتكرة، مكونًا مركزيًا في هذه الجهود. يركز المشروع على مسارات نقل جديدة، بالإضافة إلى تحسين إدارة المعرفة عبر منصة مشتركة تحمل اسم Innovation Hub 13.
تعد مبادرة المختبر المشترك لشبكات الاستشعار الموثوقة (Joint Lab Reliable Sensor Networks) تعاونًا بين معهد علوم الحاسوب في جامعة BTU كوتبوس-سِنفِنبرغ ومعهد ليبنيز للإلكترونيات الدقيقة المبتكرة (IHP)، حيث يشارك الباحثون والطلاب ومرشحو الدكتوراه من المؤسسات المختلفة في تبادل متبادل.

## وصلات خارجية

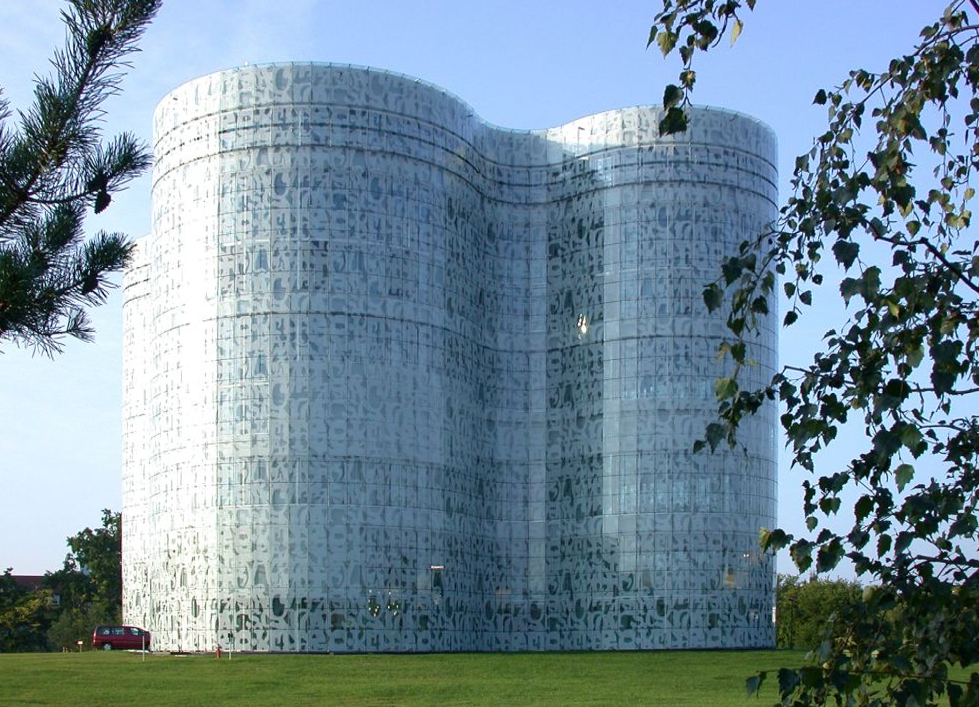
المكتبة الحديثة للجامعة.

- الموقع الإلكتروني.